# Musée d'Art islamique de Marrakech
Le musée d'Art islamique de Marrakech est situé dans l'enceinte du jardin Majorelle qui se trouve dans le quartier de Guéliz.
L'ancien atelier de peinture de Jacques Majorelle a été transformé en petit, mais extraordinaire musée d'Art islamique où l'on peut admirer de belles œuvres et notamment le célèbre bleu Majorelle. C'est l'atelier où l'artiste a peint nombre de ses œuvres.